# Avazlar (Latchine)
Avazlar est un village d'Azerbaïdjan, situé dans le raïon de Latchine.

## Histoire
De 1923 à 1930, Avazlar fait partie du Kurdistan rouge, au sein de la République socialiste soviétique d'Azerbaïdjan. 
En 1992, le village passe sous le contrôle des forces armées arméniennes lors de la guerre du Haut-Karabagh. Il est ensuite intégré dans la république autoproclamée d'Artsakh, au sein de la région de Kashatagh.
Le 1er décembre 2020, le village repasse sous la souveraineté de l'Azerbaïdjan, comme l'ensemble du raion de Latchine, conformément à l'accord de cessez-le-feu du Haut-Karabakh,.

## Population
Selon les statistiques de 2006, la population s'élevait à 70 habitants.

## Économie
L'activité principale de la population est l'élevage.